# モルチャーノ・ディ・レウカ
モルチャーノ・ディ・レウカ（イタリア語: Morciano di Leuca）は、イタリア共和国プッリャ州レッチェ県にある、人口約3,200人の基礎自治体（コムーネ）。

## 地理

### 位置・広がり

#### 隣接コムーネ
隣接するコムーネは以下の通り。
- アレッサーノ
- カストリニャーノ・デル・カーポ
- パトゥ
- サルヴェ